# Győrasszonyfa
Győrasszonyfa (vyslovováno [ďérasoňfa]) je vesnice v Maďarsku v župě Győr-Moson-Sopron, spadající pod okres Pannonhalma. Nachází se asi 7 km jihovýchodně od Pannonhalmy a asi 21 km jihovýchodně od Győru. V roce 2015 zde žilo 509 obyvatel. Dle údajů z roku 2011 tvoří 85,9 % obyvatelstva Maďaři, 0,8 % Romové, 0,4 % Slováci, 0,2 % Němci a 0,2 % Ukrajinci.
Sousedními vesnicemi jsou Táp, Tápszentmiklós a Tarjánpuszta.